# Jan Motoyama
Jan Motoyama (ur. w Hizen w Japonii; zm. 27 listopada 1619 w Nagasaki) – błogosławiony Kościoła katolickiego, japoński męczennik, ofiara prześladowań antykatolickich w Japonii.

## Życiorys
Jan Motoyama należał do Bractwa Różańcowego.
W Japonii w okresie Edo (XVII w.) doszło do prześladowań chrześcijan.
Jan Motoyama został ścięty 27 listopada 1619 w Nagasaki za ukrywanie misjonarza Alfonsa de Mena. Tego samego dnia w Nagasaki stracono również wielu innych chrześcijan.
Został beatyfikowany w grupie 205 męczenników japońskich przez Piusa IX w dniu 7 lipca 1867 (dokument datowany jest 7 maja 1867).
Dniem jego wspomnienia jest 10 września (w grupie 205 męczenników japońskich).